# 新南浦站
新南浦站（：／ Sinnamp'o yŏk */?）是朝鮮民主主義人民共和國南浦市的一個鐵路車站，属于平南线和南浦线。

## 历史
- 1910年10月16日：开始使用[1]。

## 邻近车站
平南线
葛川站 - 新南浦站 - 德洞站
南浦线
新南浦站 - 南浦站